# Myōjō

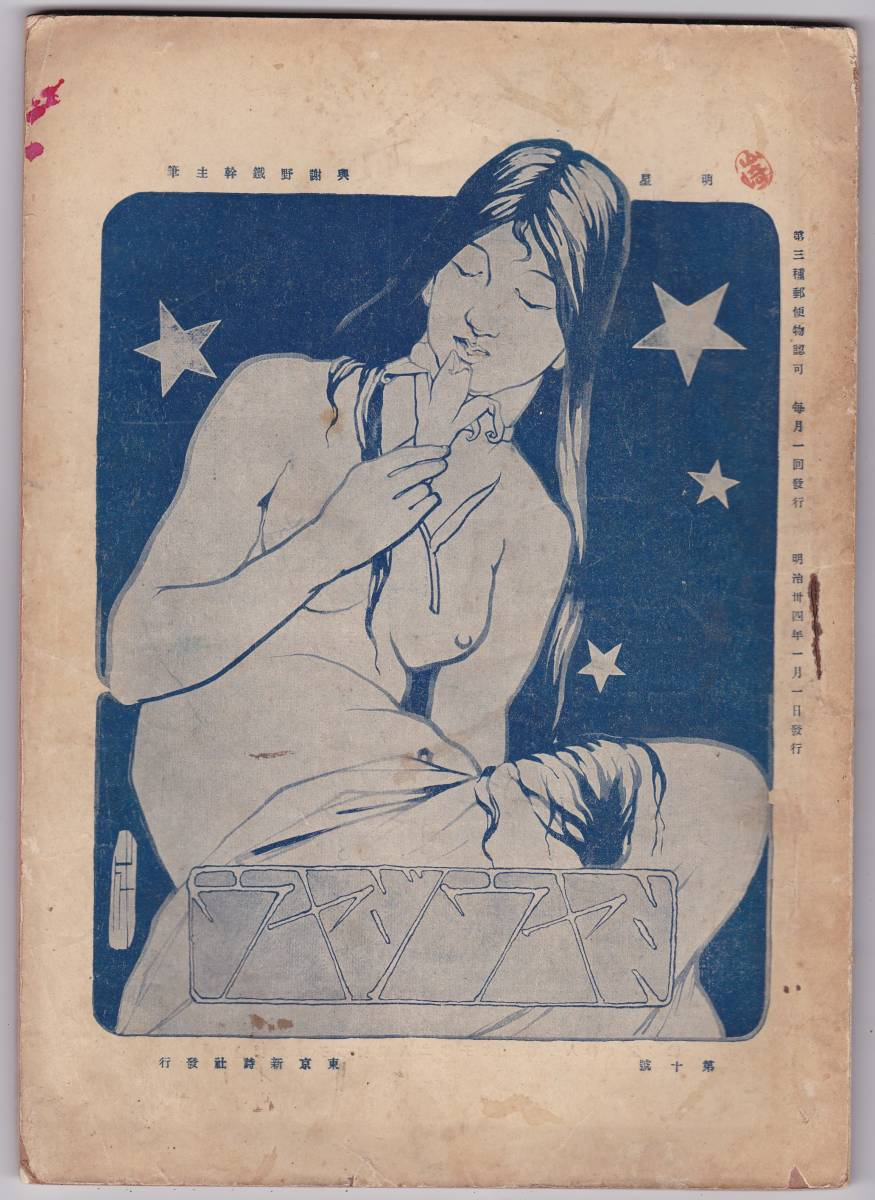
Capa da 10⁠ª edição da revista, publicada em janeiro de 1901. Ilustração feita por Ichijō Seibi.

Myōjō (明星) foi uma revista literária mensal japonesa, publicada pela primeira vez no Japão, entre fevereiro de 1900 e novembro 1908.